# سیارک ۲۰۸۵۳
سیارک ۲۰۸۵۳ (به انگلیسی: 20853 Yunxiangchu، نامگذاری:2000VQ13) بیست هزار و هشتصد و پنجاه و سومین سیارک کشف شده‌است که در ۱ نوامبر ۲۰۰۰ کشف شد.
قدر مطلق سیارک برابر ۱۰.۷ است.